# Proteste împotriva lui Emmanuel Macron
De la alegerea lui Emmanuel Macron ca președinte ale Franței pe 7 mai 2017, o serie de proteste au fost organizate de activiștii din sindicate, activiștii de stânga și cei de dreapta ca opoziție față de ceea ce protestatarii consideră a fi politicile neoliberale și față de globalizare, sprijinul său pentru vizitele de stat ale anumitor lideri mondiali, pozițiile sale cu privire la reforma legislației muncii din Franța, precum și diferitele comentarii sau propuneri politice pe care le-a făcut de la preluarea președinției.
Potrivit Amnesty International, autoritățile franceze au folosit starea de urgență, care a fost în viguare de la atentatele din noiembrie 2015 până în noiembrie 2017, ca să suprimeze protestatarii, folosindu-se de atribuțiile sporite din timpul stării de urgență. Aceștia „au impus 639 de măsuri care împiedică anumite persoane să participe la adunările publice. Dintre acestea, 574 au fost vizate de cei care protestau împotriva reformelor propuse în legislația muncii”.

## După alegeri
Pe 8 mai 2017, la doar câteva ore după ce Macron a fost anunțat câștigător al alegerilor prezidențiale, sindicaliștii au început o încleștare cu autoritățile franceze în Paris din cauza temerilor că programul economic al lui Macron ar abroga drepturile muncitorilor. Protestul a fost organizat de „Frontul Social”, care deja organizase proteste înainte de turul doi pentru a protesta împotriva celor doi candidați, Marine Le Pen și Emmanuel Macron. Un protest specific organizat de Frontul Social a avut între 950 și 1.500 de protestatari, cu indivizi care încercau să ocupe clădiri publice, cum ar fi o gară din Rennes. Aproape 150 de protestatari au fost arestați după ce s-au informat că au fost aruncate artificii în poliție și că au fost comise acte de vandalism în masă.
Pe 8 mai protestul a fost sprijinit de sindicatele CGT și SUD.

## Proteste

### 2017
După ce Macron a fost oficial inaugurat pe 15 mai 2017, au existat numeroase avertismente din partea sindicatelor muncitorești cu privire la pregătirea unui mare protest organizat. Sindicatul CGT a încercat de nenumărate ori să organizeze o amplă manifestație împotriva lui Macron, una având loc pe 12 septembrie 2017. Macron a încercat activ să prevină asta prin deschiderea unor negocieri cu sindicatele în ceea ce privește reforma codului muncii. Reacția printre sindicate au fost mixte, șeful sindicatului FO sprijinind negocierile, CFDT a decis să rămână neutru, neparticipând la protestele din 12 septembrie iar CGT a denunțat negocierile alături de aliatul său SUD. Jean-Luc Mélenchon de la La France Insoumise a vorbit în favoarea protestului din 12 septembrie, încurajând membri să participe. Mélenchon în persoană a organizat un protest pe 12 iulie 2017.

Vizita președintelui american Donald Trump în Franța în timpul Zilei Bastiliei a fost întâmpinată cu proteste, protestatarii adunându-se în jurul Pieței Republicii pentru crearea unei „zone fără Trump”. Manifestanții au protestat împotriva vizitei lui Trump și a politicilor lui Macron; cu rândurile protestatarilor fiind formate din socialiști, grupări pro-palestiniene, activiști pentru drepturile migranților, ecologiști și antifasciști. În ciuda protestelor în masă, 59% dintre francezi aprobă vizita lui Trump.

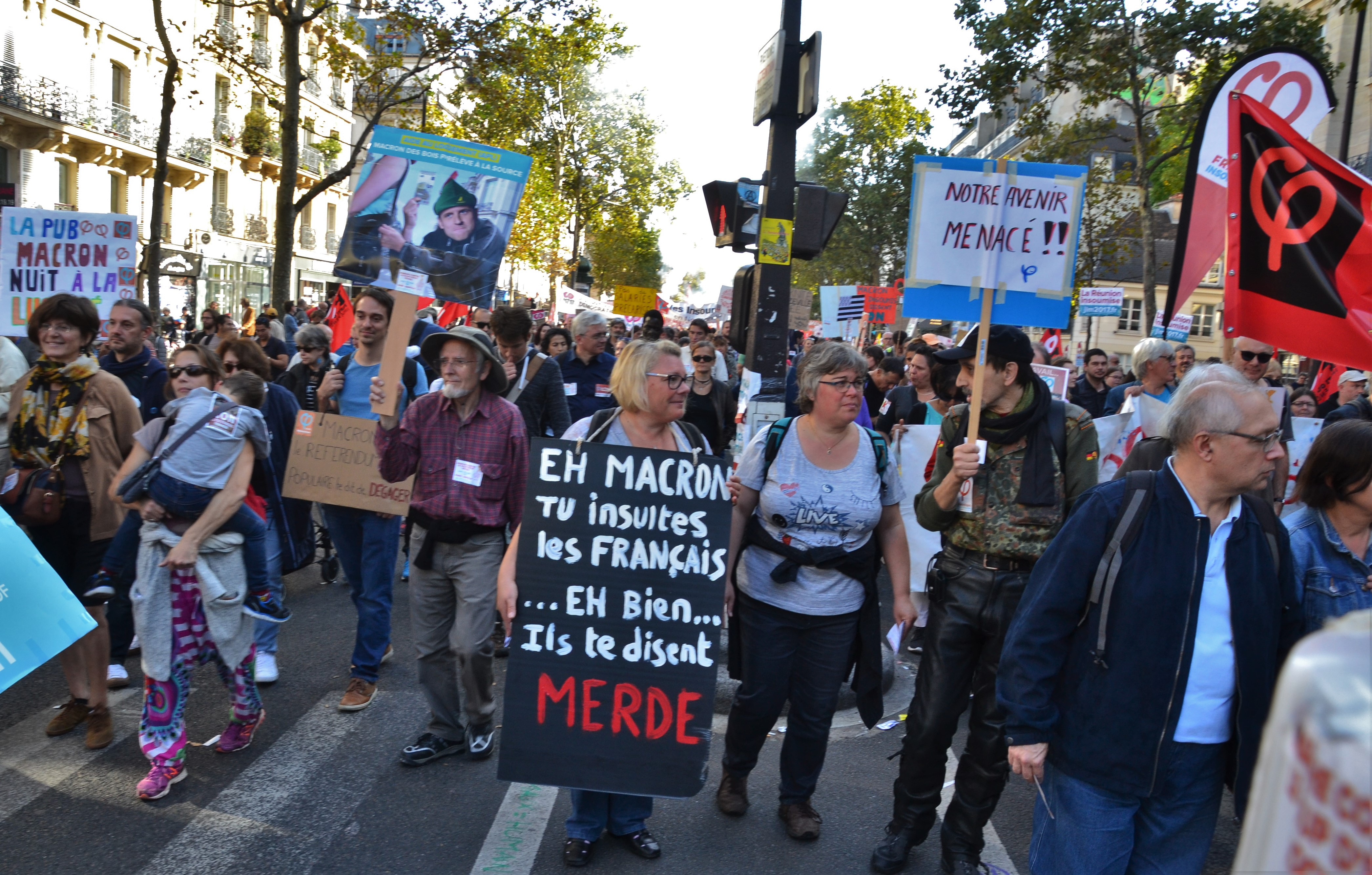
Protest împotriva lui Macron la Paris pe 23 septembrie 2017

După anunțul de către prim-ministrul Édouard Philippe cu privire la planurile de reformă a imigrației, un mic protest a fost condus de un grup de activiști LGBT la Paris, care țineau un panou pe care scria „Macron înfometează migranții, queers fără frontiere”.
O serie de proteste ale producătorilor de vin din sudul Franței au fost în desfășurare de la președinția lui François Hollande. Aceste demonstrații implică în general incendiere, sabotaj și asalt. Aceste proteste sunt cauzate mai degrabă de importul de vin decât de cumpărarea lui de la producătorii francezi și de pierderea culturii. Aceste proteste au dus la o scădere cu 25% a vânzărilor pentru producătorii spanioli de vin. Cisternele spaniole care transportă vin sunt de obicei ținta acestor atacuri.
Protestatarii pro-palestinieni au început să manifeste împotriva lui Macron oferindu-i premierului israelian Netanyahu un loc la Ceremonia Holocaustului de la Paris. Partidul Comunist Francez s-a opus, de asemenea, vizitei lui Netanyahu. Organizatorii protestului erau necunoscuți, dar Le Muslim Post, o emisiune radio religioasă, a promovat demonstrația, încurajând ascultătorii să participe.

### 23 martie 2018
200,000 de protestatari anti-Macron au fost raportați la nivel național.

### 19 aprilie 2018
Zeci de mii de lucrători feroviari, personal din sectorul public și studenți în grevă s-au adunat în toată Franța împotriva președintelui Emmanuel Macron. SNCF și CGT au fost sindicatele majore în protestele împotriva planurilor lui Macron de a elimina garanțiile de muncă pe viață și privilegiile de pensie pentru noii recruți.

### 13 mai 2018
Lucrătorii din transporturi au continuat să protesteze împotriva eforturilor de privatizare aglomerate din Franța. Serviciile cheie SNCF au fost reduse duminică.

### 26 mai 2018
La o zi după ce Emmanuel Macron „a sugerat că ar putea fi aproape de victorie într-o luptă publică asupra agendei sale de reformă”, câteva mii de oameni din Franța, conduși de sindicatul CGT și alte 80 de organizații, au protestat împotriva reformelor lui Macron în sectorul public, a descris de către organizatori ca fiind dezechilibrate și „brutale”. Potrivit CGT, 80.000 de oameni au participat la protestul de la Paris, iar 250.000 au ieșit în toată țara. Cu toate acestea, Poliția Franței a declarat că 21.000 de persoane au participat la protestele de la Paris și că 35 de protestatari au fost reținuți pentru diverse „infracțiuni”. Poliția a lansat gaze lacrimogene și a trimis 2000 de ofițeri la eveniment, iar demonstranții țineau pancarte cu „Stop Macron!”.

### Protestele vestelor galbene

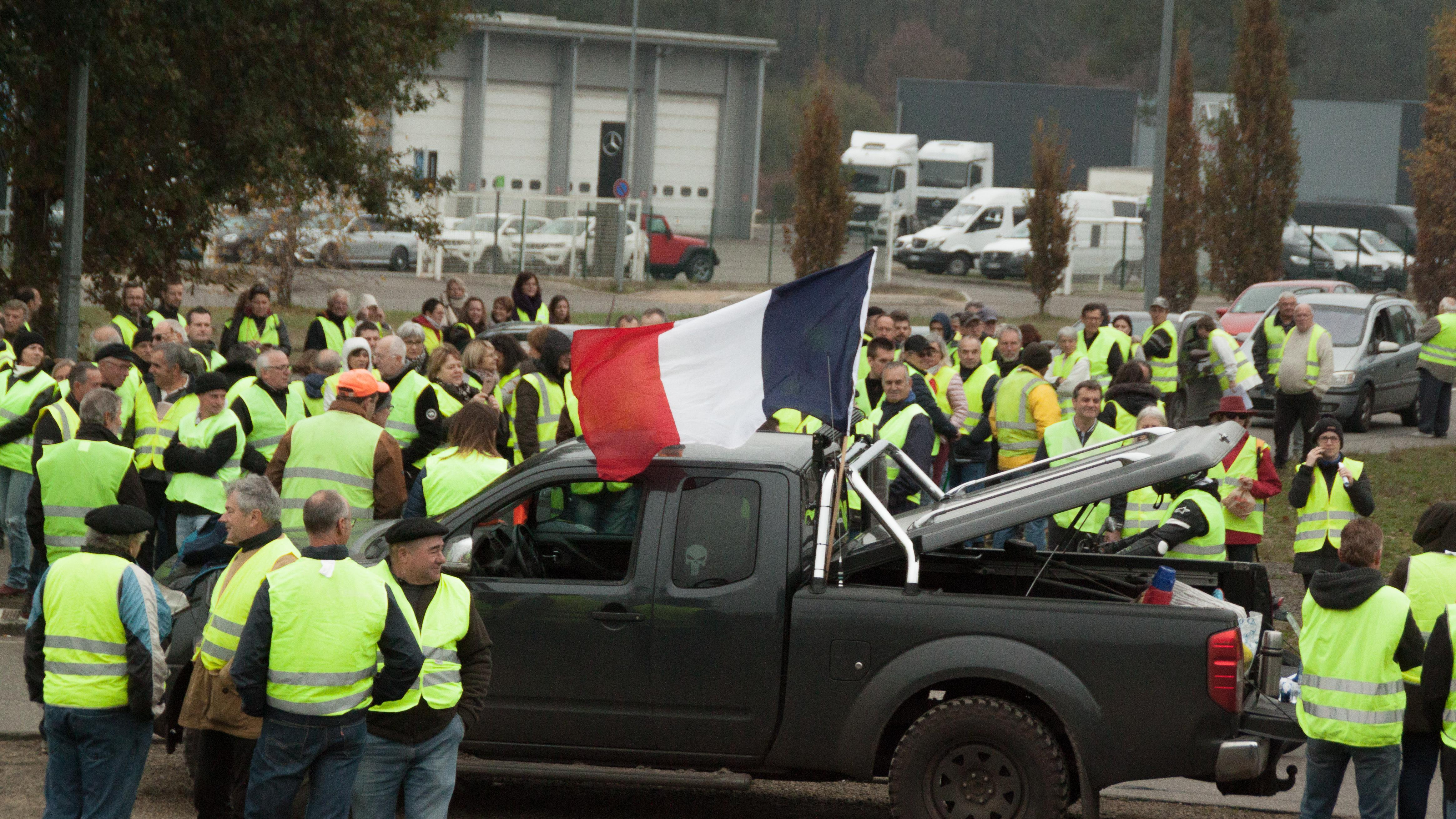
Un protest al gilets jaunes pe Mont-de-Marsan pe 17 noiembrie 2018

În octombrie 2018, Macron a anunțat că taxa pe carbon va crește în 2019. Aceasta a fost văzută ca o mișcare care paralizează clasa rurală, care nu avea altă opțiune decât să folosească mașina și nu își putea permite combustibil mai scump. La 17 noiembrie 2018, au avut loc proteste în majoritatea orașelor mari, iar autostrăzile au fost blocate. Protestele au reînceput sâmbăta viitoare și au loc în fiecare sâmbătă din iunie 2019. Această mișcare este remarcată pentru că nu are lider oficial și independența ei, în ciuda încercărilor de însușire ale La France Insoumise (Franța nedepusă) și Partidul Rassemblement National (Adunarea Națională).

### 5 decembrie 2019
O grevă generală pentru a protesta împotriva schimbărilor aduse sistemului de pensii din Franța propuse de președintele francez Emmanuel Macron a avut loc pe 5 decembrie 2019. Peste 800.000 de oameni au protestat în toată țara.

### Protestele din 2021-2022
Mii de protestatari au mărșăluit pașnic într-un mic grup împotriva proiectului de lege care va incrimina publicarea și circulația fotografiei biroului de poliție, despre care oponentul spune că ar limita libertatea presei. Protestul este, de asemenea, organizat pentru a arăta furia față de filmarea în care un producător de muzică dintr-un bărbat de culoare, fiind bătut de trei polițiști la Paris, pe 21 noiembrie 2020. Un grup mic de protestatari mascați îmbrăcați în negru, au ars două mașini, un motocicletă și o cafenea și a spart vitrinele magazinelor locale. Ca răspuns, poliția a tras gaze lacrimogene și grenade asomatoare pentru a dispersa mulțimea. Au folosit și tunuri de apă trase. Ministerul de Interne a declarat că 46.000 de protestatari au participat la protestul de la Paris și nouă au fost arestați.

### COVID-19 protests
Numeroase proteste au avut loc în 2021 în urma introducerii permiselor de sănătate pentru a intra în anumite locuri publice în timpul pandemiei de COVID-19. Măsurile au fost introduse de guvernul lui Macron pentru a crește gradul de utilizare a vaccinării împotriva COVID-19 în Franța.

### Protestele față de alegerile prezidențiale din 2022
Pe 16 aprilie, după victoria lui Macron în primul tur al alegerilor prezidențiale, manifestanții de stânga s-au ciocnit cu poliția. Forțele de securitate franceze au lansat gaze lacrimogene în timp ce demonstranții anti-dreapta politică au defilat, înainte de a permite reluarea protestelor. Pe 24 aprilie, după victoria lui Macron în al doilea tur de scrutin prezidențial, în multe departamente au izbucnit proteste. În zona Châtelet, polițiștii au încărcat și au pulverizat cu gaze lacrimogene asupra demonstranților. Studenții au protestat în afara Sorbonei, exprimându-și dezamăgirea față de lipsa de alegere în al doilea tur de scrutin.

### Protestele din toamna lui 2022
Pe 16 octombrie 2022, zeci de mii de persoane au mărșăluit la Paris în proteste împotriva creșterii costului vieții la o rată a inflației de peste 6%. Concomitent, au avut loc greve ale forței de muncă la rafinăriile de petrol și centralele nucleare care au cauzat lipsuri de gaze.

### 2023
O zi de greve și demonstrații a avut loc în toată Franța împotriva proiectului guvernului de reformă a pensiilor, care propune creșterea vârstei de pensionare la 64 de ani. Unii numesc aceasta „A doua revoluție franceză”, deoarece serviciile publice au început greve și muncitorii și-au părăsit locul de muncă.